# Hernán Rincón
Hernán Rincón Lema (* ca. 1951 oder 1952 in Kolumbien) ist ein kolumbianischer Geschäftsmann. Seit April 2016 ist er der CEO der Avianca Holdings. Zuvor war Hernán Rincón war 13 Jahre bei Microsoft als Präsident für Lateinamerika und die Karibik tätig.

## Leben
Hernán Rincón stammt aus dem kolumbianischen Departamento Antioquia. Er studierte Mathematik und Informatik an der New York State University. Er hat einen Master-Abschluss in Wirtschaftsingenieurwesen von der Anden-Universität in Bogotá sowie einen Master-Abschluss der Kennedy School of Government und einen MBA in Public Administration von der Harvard University, wo er das renommierte Edward-S.-Mason-Stipendium der US-Regierung erhielt und am Hubert H. Humphrey Programm teilnahm.
Während seiner beruflichen Laufbahn war er Präsident und CEO von Ferag Americas, einer privaten Schweizer Firma, die hochmoderne Technologielösungen für die Printmedien-Industrie entwickelt, verkauft und installiert. Er arbeitete auch 11 Jahre bei Unisys, einem Anbieter von IT-Lösungen und -Dienstleistungen.